# Piper subnitidifolium
Piper subnitidifolium là một loài thực vật thuộc họ Piperaceae. Đây là loài đặc hữu của Ecuador.